# NSS-12
NSS-12 ist ein geostationärer Kommunikationssatellit des niederländischen Satellitenbetreibers SES New Skies. Er versorgt Europa, den Nahen und Mittleren Osten, Afrika, Asien und Australien mit einer breiten Palette von Telekommunikationsdiensten (Direct-To-Home Satellitendirektempfang).

## Start
Der Satellit wurde am 29. Oktober 2009 zusammen mit Thor 6 mit einer Ariane 5 ECA (Flugnummer 192) von Kourou in Französisch-Guayana aus in den Weltraum gebracht. Nach 26 Minuten Flug wurde NSS-12 in einem Geotransferorbit (GTO) ausgesetzt. Erste Signale von NSS-12 empfing eine Bodenstation im australischen Uralla noch am Starttag um 21:32 Uhr MEZ. NSS-12 wurde auf der Position von 57° Ost im geostationären Orbit stationiert, um NSS-703 zu ersetzen.

## Technik
NSS-12 ist der erste von Space Systems/Loral (SS/L) für SES New Skies gebaute Satellit. Er basiert auf dem Satellitenbus SS/Loral-FS-1300 und besitzt 48 Ku-Band- (davon vier Spotbeam) sowie 40 C-Band-Transponder.
Die Energieversorgung des Satelliten übernehmen zwei Solarzellenpaneele mit einer Spannweite von 32,3 Metern im entfalteten Zustand. Er war beim Start 5620 Kilogramm schwer und ist damit der bisher größte für SES New Skies. Die angestrebte Lebenserwartung liegt bei 15 Jahren.